# Paraleuctra angulata
Paraleuctra angulata är en bäcksländeart som beskrevs av Tatemi Shimizu 2000. Paraleuctra angulata ingår i släktet Paraleuctra och familjen smalbäcksländor. Inga underarter finns listade i Catalogue of Life.